# 石亭里駅
石亭里駅 （ソクチョンリえき）は、大韓民国全羅南道和順郡にかつて存在した韓国鉄道公社の駅である。

## 路線
- 韓国鉄道公社
  - 慶全線

## 駅構造
- 1面1線の地上駅。

## 歴史
- 1931年6月15日：春陽駅として開業[1]。
- 1944年6月15日：廃止[2]。
- 1953年12月25日：再開業。
- 1955年7月1日：石亭里駅に改称[3]。
- 2008年1月1日：廃止[4]。

## 隣の駅
慶全線
笠橋駅 - 石亭里駅 - 綾州駅